# Stranger Than Fiction (Album)
Stranger Than Fiction ist das achte Studioalbum der US-amerikanischen Rockband Bad Religion, das im August 1994 erschien. Es ist das letzte Album mit Gitarrist Brett Gurewitz.

## Entstehung und Veröffentlichung
Die Erstveröffentlichung von Stranger Than Fiction erfolgte am 26. August 1994 bei Atlantic Records (Katalognummer: 477343 2). Das Album erschien in seiner Standardausführung als CD (Katalognummer: 82659-2) und LP (Katalognummer: 477343 1) mit 15 Titeln. Weltweit erschienen verschiedene Ausführungen, so umfasste die europäische Ausgabe zwei Bonustitel (Katalognummer: Dragnet 477343 2) und die Japanische drei Bonustitel (Katalognummer: Dragnet ESCA-6057). Am 9. März 2018 erschien bei Epitaph Records eine remasterte Ausgabe als CD (Katalognummer: 86994-2) sowie zum Download und Streaming.
Das Album beinhaltet Gastauftritte von Tim Armstrong (Rancid) in Television und von Jim Lindberg (Pennywise) in Marked.

## Stil
Die Experimente mit Country- oder Folk-Elementen wurden zugunsten eines schnellen und melodischen Punkrocks zurückgestellt, möglicherweise als Antwort auf die aufkommende Unterstellung des Ausverkaufs der Band nach dem Wechsel zu Atlantic Records.

## Titelliste
1. Incomplete – 2:28
2. Leave Mine to Me – 2:07
3. Stranger Than Fiction – 2:20
4. Tiny Voices – 2:36
5. The Handshake – 2:50
6. Better Off Dead – 2:39
7. Infected – 4:08
8. Television – 2:03
9. Individual – 1:58
10. Hooray for Me… – 2:50
11. Slumber – 2:39
12. Marked – 1:48
13. Inner Logic – 2:58
14. What It Is – 2:08
15. 21st Century (Digital Boy) – 2:47

Bonustitel
1. News from the Front – 2:22 (Europa/Japan)
2. Markovian Process – 1:29 (Europa/Japan)
3. Leaders and Followers (Japan)

## Singleauskopplungen
| Jahr | Titel                      | Höchstplatzierung, Gesamtwochen, AuszeichnungChartsChartplatzierungen (Jahr, Titel, , Platzierungen, Wochen, Auszeichnungen, Anmerkungen) | Anmerkungen                          |
| Jahr | Titel                      | UK | Anmerkungen                          |
| ---- | -------------------------- | --- | ------------------------------------ |
| 1994 | Stranger Than Fiction      | — | Erstveröffentlichung: August 1994    |
| 1994 | 21st Century (Digital Boy) | UK31 (2 Wo.)UK | Erstveröffentlichung: September 1994 |
| 1995 | Infected                   | — | Erstveröffentlichung: Januar 1995    |
| 1995 | Incomplete                 | — | Erstveröffentlichung: Mai 1995       |

## Kommerzieller Erfolg

### Chartplatzierungen
| ChartsChartplatzierungen       | Höchstplatzierung | Wochen |
| ------------------------------ | ----------------- | ------ |
| Deutschland (GfK)              | 6 (15 Wo.)        | 15     |
| Österreich (Ö3)                | 27 (8 Wo.)        | 8      |
| Schweiz (IFPI)                 | 28 (5 Wo.)        | 5      |
| Vereinigte Staaten (Billboard) | 87 (7 Wo.)        | 7      |

| ChartsJahrescharts (1994) | Platzierung |
| ------------------------- | ----------- |
| Deutschland (GfK)         | 75          |

### Auszeichnungen für Musikverkäufe
| Land/Region               | Auszeichnungen für Musikverkäufe (Land/Region, Auszeichnung, Verkäufe) | Verkäufe |
| ------------------------- | ---------------------------------------------------------------------- | -------- |
| Kanada (MC)               | Gold                                                                   | 50.000   |
| Schweden (IFPI)           | Gold                                                                   | 40.000   |
| Vereinigte Staaten (RIAA) | Gold                                                                   | 500.000  |
| Insgesamt                 | 3× Gold ·                                                              | 590.000  |